# Christoph Kaiser (Schauspieler)
Christoph Kaiser (* 1963) ist ein deutscher Schauspieler und Regisseur. Bekannt wurde er mit seiner Rolle als Jochen Klepper im Kinofilm Schattenstunde. Kaiser wurde zudem beim Filmfest München nominiert für bestes Schauspiel in der Kategorie Neues Deutsches Kino. Er war in Produktionen wie Tatort, Soko-Köln, Fernsehfilmen und Krimi-Vorabendserien auf den Sendern von ARD, ZDF, SWR, SAT1 und RTL sowie in dem Kinofilm Danke tote Katze zu sehen.

## Leben
Seit seinem Wegzug aus Berlin 1997 lebt Christoph Kaiser in Heidelberg. Er spielte an verschiedenen Theatern in Heidelberg, Schwetzingen, Mannheim und Karlsruhe. Seine Ausbildung absolvierte er an der Regie- und Schauspielschule Mannheim, wo er das Regiediplom und die Bühnenreife erlangte. Zudem intensivierte er die Methoden Stanislawskis mit Rainer Kleinstück (Körper-Sprache-Rede Kunst) und die Tschechow-Methode mit Feodor Stepanov (Moskau), Dozent am Michael Tschechow Studio Berlin. Zum Theaterpädagogen/BuT, ließ er sich an der Theaterwerkstatt-Heidelberg ausbilden.

## Preise und Festivals für Schattenstunde
- Gewinner des First Steps Award (Kategorie Abendfüllender Spielfilm)
- Filmfest München (Sektion Neues Deutsches Kino)
- Black Nights Film Festival Tallinn (Rebels With A Cause Competition)
- Miami Jewish Film Festival (Wettbewerb)
- Achtung Berlin Film Festival (Wettbewerb)
- Exground Filmfest (Wettbewerb)
- Filmtage Oberschwaben (Wettbewerb)